# Chermignon
Chermignon (toponimo francese) è una frazione di 3 092 abitanti del comune svizzero di Crans-Montana, nel Canton Vallese (distretto di Sierre).

## Storia

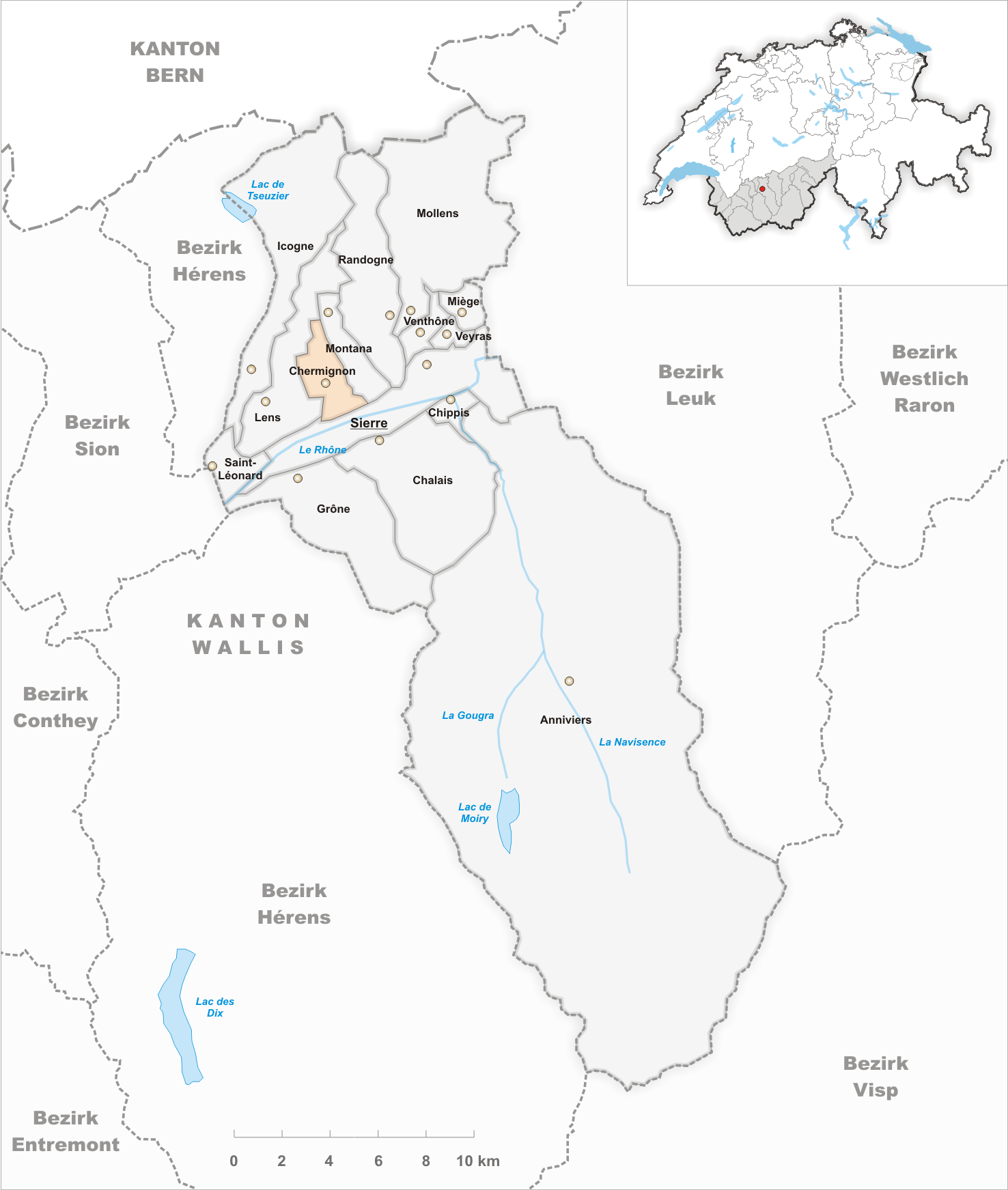
Il territorio del comune di Chermignon prima degli accorpamenti comunali del 2017

Già comune autonomo istituito nel 1905 per scorporo da quello di Lens, si estendeva per 5,4 km² e comprendeva anche le frazioni di Champzabé, Chermignon d'en Bas, Chermignon d'en Haut, Crans-sur-Sierre e Ollon; nel 2017 è stato accorpato agli altri comuni soppressi di Mollens, Montana e Randogne per formare il nuovo comune di Crans-Montana, del quale Chermignon è il capoluogo.

## Monumenti e luoghi d'interesse
- Chiesa parrocchiale cattolica di San Giorgio, eretta nel 1952[1].

## Società

### Evoluzione demografica
L'evoluzione demografica è riportata nella seguente tabella:
Abitanti censiti

## Amministrazione
Ogni famiglia originaria del luogo fa parte del cosiddetto comune patriziale e ha la responsabilità della manutenzione di ogni bene ricadente all'interno dei confini della frazione.